# Zeit für Neue Musik
Zeit für Neue Musik ist ein Festival für zeitgenössische Musik in Bayreuth. Seit 1988 findet es jährlich im Steingraeber-Haus statt. Es wurde von Helmut Bieler gegründet und seit 1999 von Wolfram Graf mitorganisiert, der es nach Bielers Tod 2019 alleine leitete. Seit 2024 sind Maximilian Ponader und Marko Zdralek künstlerische Leiter des Festivals.

## Geschichte

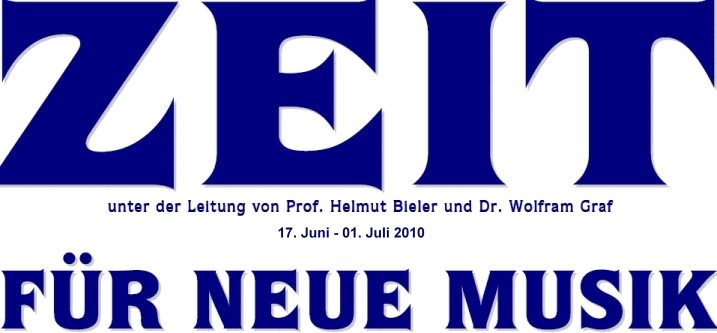
Logo Zeit für Neue Musik 2010

Die Stadt Bayreuth sollte neben den Bayreuther Festspielen ein Podium für Neue Musik bekommen, dafür setzte sich der Musikprofessor Helmut Bieler ein. Für sein Engagement erhielt er den Friedrich-Baur-Preis der Bayerischen Akademie der Schönen Künste.
Zahlreiche Komponisten ließen ihre Werke in Bayreuth uraufführen, so Arash Safaian, Xaver Paul Thoma und Günter Mattitsch. Regelmäßig werden etablierte zeitgenössische Komponisten aus Bayern in Komponistenportraits vorgestellt, beispielsweise Horst Lohse, 2005, Wilhelm Killmayer, 2007, Dieter Salbert, 2008, Gordon Kampe, 2009 und Peter Michael Hamel, 2010.
Mehrere namhafte Interpreten besuchten die Zeit für Neue Musik, so der Geiger Caspar René Hirschfeld, das Ensemble Sortisatio, der Pianist Florian von Radowitz, die Geigenvirtuosin Gertrud Schilde, der Flötist Helmut W. Erdmann, die Sopranistin Irene Kurka, der Saxophonist Jan Schulte-Bunert, die Pegnitzschäfer-Klangkonzepte unter der Leitung von Wilfried Krüger, der italienische Bratschist Maurizio Barbetti, der Pianist Siegfried Mauser und das Trio Corrado um Konrad Maria Engel.
Im Jahr 2010 wurde die gesamte Konzertreihe von Audiotransit mitgeschnitten.
Als Spielstätten fungieren neben dem Steingraeber-Haus unter anderem Bayreuther Kirchen, die Universität Bayreuth sowie das Kunstmuseum Bayreuth.
Förderer der Musikreihe sind die Stadt Bayreuth, die Klaviermanufaktur Steingraeber und der Deutsche Tonkünstlerverband.